# 艾爾斯伯里韋爾
艾爾斯伯里韋爾（英語：Aylesbury Vale、或譯名為艾爾斯伯里谷），英國英格蘭東南部區域白金漢郡的一個非都市區（地方第二級區政府），區理事會所在地位於艾爾斯伯里。

## 概要
艾爾斯伯里韋爾成立於1974年4月1日，合併了艾爾斯伯里、白金漢、溫斯洛鄉村區、艾爾斯伯里郊區和白金漢宮郊區構成。目前，艾爾斯伯里韋爾下轄111個民政教區。

## 命名
艾爾斯伯里韋爾主要是以該區的山谷地形來命名，所以，可譯名為艾爾斯伯里谷。

## 地理
艾爾斯伯里韋爾位於艾爾斯伯里谷地，為一大片平坦的地形；谷地地質富含黏土成分，為冰河時期末所形成的特殊地質。該區地面下含有豐富的地下水資源。

## 交通
艾爾斯伯里韋爾境內有M40高速公路經過外，主要道路（公路）包括A41、A413和A418。另外，鐵路有倫敦-艾爾斯伯里線，以及艾爾斯伯里車站，該線主要通往西海岸各區。

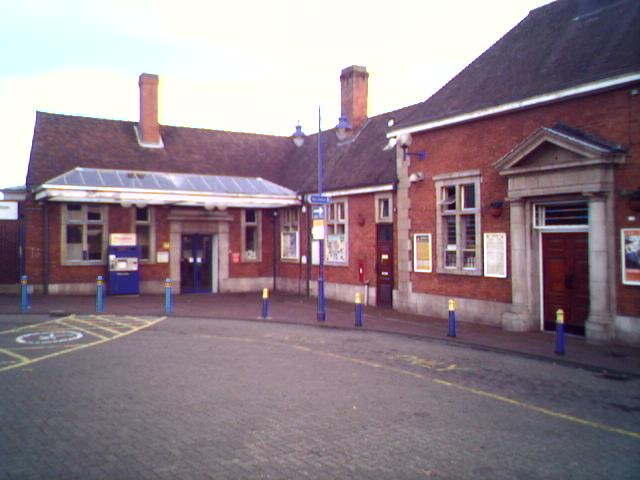
艾爾斯伯里車站